# Exile on Coldharbour Lane
Exile on Coldharbour Lane är det engelska bandet Alabama 3:s debutalbum, utgivet 11 november 1997 på skivbolaget One Little Indian. Namnet, och även skivomslaget, är en referens till Rolling Stones-albumet Exile on Main St.. Coldharbour Lane är en gata i södra London.
En omarbetad version av låten "Woke Up This Morning" används i vinjetten till TV-serien Sopranos.

## Låtlista
1. "Converted" – 6:15
2. "Speed of the Sound of Loneliness" (John Prine) – 5:57
3. "Woke up This Morning" (Alabama 3 / Chester Burnett) – 5:16
4. "U Don't Dans 2 Tekno Anymore" – 3:37
5. "Bourgeoisie Blues" – 4:47
6. "Ain't Goin' to Goa" – 3:55
7. "Mao Tse Tung Said" – 3:23
8. "Hypo Full of Love (The 12 Step Plan)" – 6:25
9. "The Old Purple Tin (9% of Pure Heaven)" – 4:05
10. "The Night We Nearly Got Busted" – 4:37
11. "Sister Rosetta" – 6:43
12. "Peace in the Valley" – 5:47

Alla spår skrivna av Alabama 3 där inget annat anges.